# Sapta Mulia
Sapta Mulia is een bestuurslaag in het regentschap Tebo van de provincie Jambi, Indonesië. Sapta Mulia telt 5322 inwoners (volkstelling 2010).